# Untouched (dal)
Az Untouched egy dal az ausztrál duótól, a The Veronicastól, mely második, Hook Me Up című albumukon kapott helyet. Jessica és Lisa Origliasso szerezte, Toby Gad íróként és producerként is közreműködött. Az Egyesült Államokban és Egyesült Királyságban első, Ausztráliában második kislemezként jelent meg 2007. december 10-éb.
A kritikusoktól többségben pozitív kritikákat kapott, szerintük kiemelkedik az album dalai közül, és Pink és Avril Lavigne zenéjéhez hasonlították. A dal világszerte sikeres volt, a Billboard Hot 100 listáján 17. lett, a brit kislemezlista 8. helyéig jutott, az ARIA listáján második, Új-Zélandon kilencedik lett. Az ARIA több, mint egy millió eladott példány után platina minősítést ítélt a számnak.
A dalhoz tartozó videóklipet Anthony Rose rendezte, Sydneyben forgatták. Egy folyosó képeivel indul a videó. A kisfilm pozitív kritikákat kapott, YouTubeon 16 milliós nézettséget is elérte a kisfilm, mely eddigi legnézettebb klipjük. A 90210 és Hellcats című sorozatban is játszották a dalt. Több díjra jelölték a dalt, például a Highest Selling Single (Legkeresettebb kislemez) díjra az ARIA Music Awardson, illetve a Nickelodeon Australian Kids' Choice Awardson a Favorite Song (Kedvenc dal) kategóriában.

## Háttér, kiadások
A dalt az ikrek mellett Toby Gad szerezte, utóbbi a szám producere is volt. Los Angelesben vették a dalt, a lányok otthonában. A testvérek szerint: „Távolsági kapcsolatról szól, arról, hogy kapcsolatot teremtünk valakivel a mai technológia eszközeivel, látjuk őt videós beszélgetésen, de fizikailag nem tudjuk megérinteni.”
A The Veronicas a 90210 című amerikai műsorban adta elő a számot. A FIFA 09 filmzenei albumára is felkerült a szám. A 2009-es Victoria's Secret Fashion Show című műsorban is felléptek a kislemezzel. A So You Think You Can Dance amerikai, ausztrál és kanadai változatán is megjelent a szám.
2009 májusára a BBC Radio 1 is játszotta a dalt. 2007. november 21-én ausztrál rádiók is elkezdték sugározni. 2007. december 10-én második kislemezként jelent meg CD kislemezként és digitális letöltéssel egyaránt. Ausztráliában második lett, viszont az Egyesült Államokban is rendkívüli népszerűségnek örvendett.
2009 január 6-án az iTuneson megjelent a Lost Tracks EP, mely a dal akusztikus változata mellett három B-oldalt tartalmazott.

## Kereskedelmi fogadtatás
Ausztráliában negyedik helyen debütált a dal, majd második lett, mely pozíciót három héten át tartott. 29 héten át maradt a litán, az ARIA platina minősítést ítélt a számnak 70 000 eladott példány után. 2007 hetedik legkeresettebb kislemeze lett a szigetország. Új-Zélandon 34. helyről indult, majd 9. helyig jutott. Arany minősítést kapott a RIANZ által, 7500 példány után. A Billboard listán is megjelent, illetve a Bubbling Under Hot 100 Singles listán 16. lett.  A Hot 100 listáján később 62. lett. Ez lett első számuk, mely felkerült a listára. 2009. január 30-án tizenhetedik lett a listán, ezzel legjobb helyezését elérte. A RIAA platina minősítést ítélt a számnak egy millió legális letöltés után. A brit kislemezlista 92. helyén debütált. 2009. május 25-én jelent meg ott. Május 31-én ismét megjelent a listán (nyolcadik lett), Írországban pedig második helyről indult, viszont megszerezte az első helyet is.

## Élő előadások
A The Veronicas az ARIA Music Awardson adta elő a számot 2008-ban. A Jingle Bell Ballon is felléptek a számmal, illetve a Revenge Is Sweeter Tour-on is.

## Megjelenési forma és számlista
| iTunes kislemez 1. Untouched – 4:14 CD kislemez, iTunes EP 1. Untouched – 4:14 2. Hollywood – 3:46 3. Hook Me Up (Tommy Trash remix) – 2:53 iTunes EP "Lost Tracks" 1. Untouched – 4:14 2. Untouched (acoustic) – 3:39 3. Hollywood – 3:46 4. Insomnia – 3:22 5. Everything – 3:28 | Remixes EP 1. Untouched (Eddie Amador remix edit) – 4:47 2. Untouched (Napack - Dangerous Muse remix edit) – 4:52 3. Untouched (Designers Drugs remix edit) – 4:49 4. Untouched (Von Doom radio) – 4:07 CD remixes promo 1. Untouched (Eddie Amador Club remix) – 8:13 2. Untouched (Eddie Amador Dub) – 7:45 3. Untouched (Napack - Dangerous Muse remix) – 8:15 4. Untouched (Napack - Dangerous Muse Dub) – 6:30 5. Untouched (Von Doom Club mix) – 7:34 6. Untouched (Von Doom mixshow) – 5:58 7. Untouched (Designers Drugs remix) – 5:34 |

## Megjelenések
| Ország             | Dátum                                                                          | Kiadó        | Formátum               |
| ------------------ | ------------------------------------------------------------------------------ | ------------ | ---------------------- |
| Egyesült Államok   | 2007. december 8.                                                              | Sire Records | Digitális letöltés     |
| Egyesült Államok   | 2008. április 15. 2008. május 13. (újra kiadott) 2008 augusztus (újra kiadott) | Sire Records | Rádió                  |
| Ausztrália         | 2007. december 8.                                                              | Sire Records | CD, digitális letöltés |
| Chile              | 2007. december 8.                                                              | Sire Records | Digitális letöltés     |
| Franciaország      | 2009. március 30.                                                              | Sire Records | CD, digitális letöltés |
| Írország           | 2009. május 22.                                                                | Sire Records | CD, digitális letöltés |
| Egyesült Királyság | 2009. május 25.                                                                | Sire Records | CD, digitális letöltés |